# Юровский сельсовет (Курганская область)
Юровский сельсове́т — упразднённые административно-территориальная единица и муниципальное образование со статусом сельского поселения в Далматовском районе Курганской области Российской Федерации.
Административный центр — село Юровка.

## История
В соответствии с Законом Курганской области от 6 июля 2004 года № 419 сельсовет наделён статусом сельского поселения.
Законом Курганской области от 31 октября 2018 года N 134, Любимовский и Юровский сельсоветы были упразднены, а их территории с 17 ноября 2018 года включены в состав Уксянского сельсовета.

## Население
| 1989 | 2002 | 2010 | 2012 | 2013 | 2014 | 2015 |
| ---- | ---- | ---- | ---- | ---- | ---- | ---- |
| 313  | ↘271 | ↘190 | ↘177 | ↗179 | ↘166 | ↘158 |
| 2016 | 2017 | 2018 | 2019 |      |      |      |
| ↗162 | ↘157 | ↘149 | ↘145 |      |      |      |

## Состав сельского поселения
| № | Населённый пункт | Тип населённого пункта       | Население |
| - | ---------------- | ---------------------------- | --------- |
| 1 | Юровка           | село, административный центр | ↘145      |